# Atles Internacional dels Núvols i dels Estats del Cel

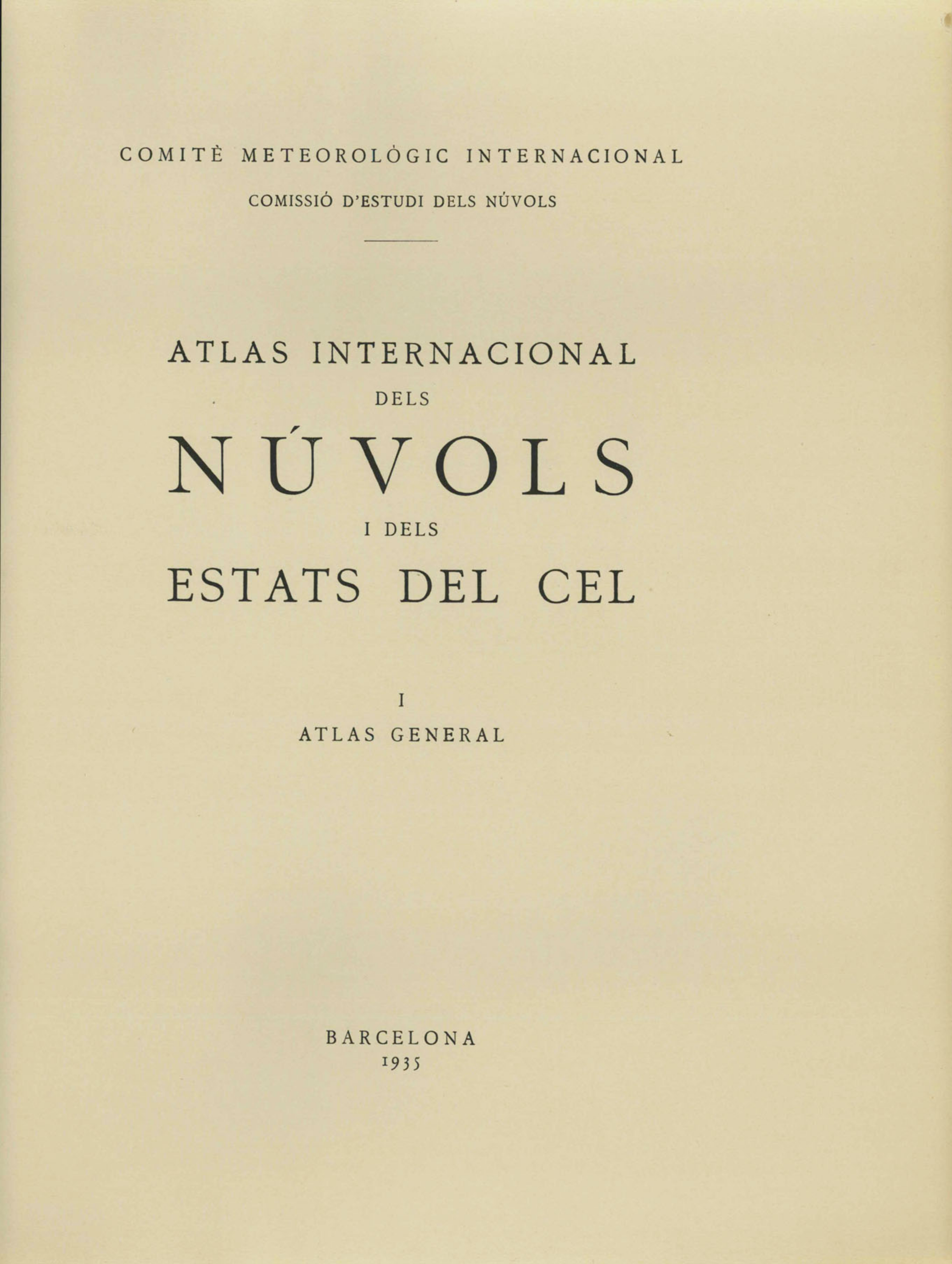
Portada en català de l'Atles Internacional dels Núvols i dels Estats del Cel (1935)

L'Atles Internacional dels Núvols i dels Estats del Cel va ser publicat per l'OMI en català, francès, anglès i alemany durant el període 1930-1935 gràcies al mecenatge del Sr.  Rafel Patxot i Jubert i la feina desenvolupada pel Servei Meteorològic de Catalunya dins de la Comissió Internacional per a l'Estudi de Núvols, el juny de 1929. Aquesta comissió va ser creada amb l'objectiu d'elaborar un nou atles internacional que substituís als anteriors. Per notable que hagués estat a la seva època, l'obra anterior, de 1896, no era perfecta. El pas dels anys havia revelat algunes imperfeccions i llacunes, i l'observació dels núvols des dels avions aportava nous punts de vista que calia tenir en compte.
Primer va sortir a la llum una versió reduïda per a utilitat dels observadors (1930) amb l'objectiu de facilitar l'aplicació del nou codi de núvols, i posteriorment, la versió completa (entre 1932 i 1935) essent la versió catalana l'última en publicar-se. L'obra finalment publicada va ser referent internacional durant molts anys.
Actualment hi ha noves aportacions que pretenen enriquir el coneixement relatiu als núvols, com ara la proposta sobre antroponúvols, presentada per un grup d'investigadors catalans